# Farra d’Alpago
Farra d’Alpago település Olaszországban, Veneto régióban, Belluno megyében.  Farra d’Alpago Fregona, Puos d’Alpago, Tambre, Belluno, Ponte nelle Alpi és Vittorio Veneto községekkel határos.

## Népesség
A település lakossága az elmúlt években az alábbi módon változott: